# Punitovci
Punitovci est un village et une municipalité située dans le comitat d'Osijek-Baranja, en Croatie. Au recensement de 2001, la municipalité comptait 1 850 habitants, dont 61,84 % de Croates et 35,57 % de Slovaques et le village seul comptait 641 habitants.

## Localités
La municipalité de Punitovci compte 4 localités :
- Josipovac Punitovački
- Jurjevac Punitovački
- Krndija
- Punitovci